# Marie-Claire Leonard
Marie-Claire Hubertine barones Leonard (Sluizen, 15 november 1938) is een Belgisch gewezen overheidsfunctionaris. Ze lag in de jaren 1960 aan de basis van de Provinciale Onthaaldienst voor Gastarbeiders en streed voor integratie van de gastarbeiders, eerst in Limburg en daarna in Europa.

## Levensloop[1]
Leonard werd geboren in Sluizen, nabij Tongeren. Zij was het tweede kind in een gezin van vier kinderen (drie dochters en een zoon). Haar vader was Nicolas Leonard, geneesheer en politicus voor de CVP. Ze volgde de klassieke humaniora in de Onbevlekte Ontvangenis te Tongeren. 
Daarna ging ze politieke en sociale wetenschappen studeren aan de Katholieke Universiteit Leuven. In 1960 behaalde ze haar licentie in de sociologie. Vervolgens ging ze werken aan de Universiteit van Leuven als onderzoeksmedewerker bij professor Soetewey. Hier specialiseert ze zich vooral in de plattelandssociologie en ruimtelijke ordening. Ze zal zich tot 1964 onder meer bezig houden met het opstellen van een sociaal-economische en een culturele kaart van Limburg die als basis zal dienen voor de gewestplannen. 
In het begin van de jaren zestig besliste de Europese Gemeenschap om de sociale hulp en het welzijn van vreemde werknemers te bevorderen. In overeenstemming hiermee besliste de Provincie Limburg (waar vader Leonard actief was) in 1964 tot oprichting van een Provinciale Onthaaldienst voor Gastarbeiders (POG), hier ging Leonard in 1965 aan de slag en werd hoofd van de afdeling. Limburg was hiermee de koploper want de rest van Vlaanderen volgde pas een tijd later. In de periode hierna zal migratie al maar meer aan belang winnen en wordt het ook op nationaal niveau een belangrijke materie. Zo zetelde Leonard van 1965 tot 1980 in de Nationale Adviserende Raad voor Migratie en Werkgelegenheid. In het kader van haar professionele loopbaan volgde ze in het begin van de jaren 70 verschillende bijkomende opleidingen aan de universiteiten van Leuven, Tilburg en Perugia. 
Vervolgens werd Leonard de Vlaamse vertegenwoordiger bij de Raad van Europa in Straatsburg inzake internationaal overleg over migratie en integratie. Tegelijk werkte ze mee aan een EG-pilootexperiment in de Limburgse basisscholen. Tussen 1978 en 1984 zal Leonard als expert zetelen op het ministerie van justitie waar men sleutelt aan de vreemdelingenwetgeving. Tevens is ze van 1981 tot 1991 lid van de Hoge Raad voor Migranten van de Vlaamse Overheid. Zo zal ze in 1991 ook op audiëntie ontvangen worden bij Koning Boudewijn. Ondertussen bleef ze actief als hoofd van POG dat in 1993 werd omgevormd naar Provinciaal Integratiecentrum (PRIC) tot aan haar pensioen in 1999. 
Sinds 2014 mag Leonard zich barones noemen. Ze werd door Koning Filip tot de Belgische adel verheven.

## Persoonlijk
In 1972 huwde Leonard met Piet Rosiers, doctor in de rechtsgeleerdheid en economische wetenschappen. Hij was jarenlang directielid aan de BBL en professor aan het Limburgs Universitair Centrum. Hun huwelijk bleef kinderloos. Ook Rosiers stond zijn echtgenote in haar carrière bij door het integratiebeleid te toetsen in de ons omringende landen.

## Publicaties
- (1992). Gedeelde verantwoordelijkheid. Sociaal. Geraadpleegd op 21 december 2021.
- (1989). Overheidsbeleid Nederlands als tweede taal in Vlaanderen. Voortzetten.  Gearchiveerd van origineel op 21 december 2021. Geraadpleegd op 21 december 2021.

## Onderscheidingen[1]
- 1976: Officiële decoratie van de Italiaanse Republiek
- 1991: Prijs van de Vlaamse Gemeenschap
- 1993: PRIC: Welzijnscharter van het Gezin van de Vlaamse Gemeenschap
- 1997: Integratieprijs van de Turkse Unie
- 2014: Verheven tot de Belgische adel[4][5]
- 2021: Markante Tongenaar, jaarlijkse prijs van het Vermeylenfonds[6]